# Lucia Crestani
Lucia Crestani (Verona, 21 de febrer de 1886 - Ferrara, juny de 1972) fou una soprano i professora de cant italiana.
Segons el Diccionari biogràfic dels italians, al tombant dels segles xix i xx va contribuir a escriure un "capítol important en la història de la interpretació operística", juntament amb altres cantants com ara Elvira Mari, Tina Poli-Randaccio i Mafalda Favero, entre d'altres.

## Biografia
Va ser alumna del pedagog Vittorio Gelich.
Va debutar al Teatre Carignano de Torí en l'òpera Aida de Verdi l'any 1904, paper que va romandre com a cavall de batalla i que va portar a escena 528 vegades. L'any següent va debutar al Teatro alla Scala de Milà l'òpera Loreley d'Alfredo Catalani, al costat d'Adele d'Albert, Giovanni Zenatello i de Riccardo Stracciari, sota la direcció del mestre Cleofonte Campanini. El 1907 va començar la seva curta experiència internacional debutant al Teatro Coliseo de Buenos Aires, el 1910 va cantar al Teatre Kedivhiale del Caire, la temporada 1911-12 va debutar primer a Lisboa i després al Teatro Real de Madrid i el 1913 va prendre part de la gira de la Western Metropolitan Opera Company North America. A part d'aquestes poques experiències a l'estranger, la carrera de Lucia Crestani es va desenvolupar principalment a Itàlia.
Al Gran Teatre del Liceu de Barcelona va cantar la temporada 1910-1911, interpretant papers de les òperes Aida, obra amb la qual debutà al teatre el 3 de desembre de 1910, Mefistofele d'Arrigo Boito amb el tenor català Josep Palet, La Wally d'Alfredo Catalani, dirigida per Joan Lamote de Grignon, i Paolo e Francesca de Luigi Mancinelli, director musical de la companyia italiana que va treballar aquella temporada al teatre de La Rambla.
El repertori de Lucia Cresanti va incloure una sèrie de papers veristes com ara el de Minnie de La fanciulla del West de Giacomo Puccini, Isabeau de Pietro Mascagni, Estefania de Siberia d'Umberto Giordano), Ricke de Germania d'Alberto Franchetti.
El 1924, va tenir una tempestuosa relació amb un empresari teatral, que la va amenaçar amb una pistola. Es va retirar en acabar aquesta relació, sent les seves últimes aparicions públiques les del Rèquiem de Giuseppe Verdi l'any 1924 al Teatre Filharmònic de Verona i al Teatre Verdi de Vicenza. A continuació, va tenir cura de la seva mare malalta i un germà malalt i, finalment, es va convertir en professora de cant, primer a Verona i des de 1934 a Ferrara. Malgrat la seva importància, Crestani va fer només cinc enregistraments, tots el 1905.